# شیتانگ
شیتانگ (چینی: 西塘; پین‌یین: Xītáng; ت.ت. 'برکهٔ غربی')، که پیش‌تر با نام‌های شیه‌تانگ (چینی: 斜塘; ت.ت. 'برکهٔ مایل')، پینگ‌تانگ (چینی: 平塘; ت.ت. 'برکهٔ هموار') و شو تانگ (چینی: 胥塘; ت.ت. 'برکهٔ شو') شناخته می‌شد، شهری تاریخی در شهرستان جیاشان، ژجیانگ، چین است. این شهر از شمال با شهر لوژو، از شرق با شهر یائوژوانگ، از جنوب شرقی با شهر گانیائو و از غرب با شهر تیان‌نینگ هم‌مرز است. بر اساس سرشماری سال ۲۰۱۶، جمعیت آن ۵۷٬۴۰۰ نفر و مساحتش برابر با ۸۳٫۶۱-کیلومتر-مربع (۳۲٫۲۸-مایل-مربع) است.
شیتانگ یکی از شهرهای آبی چین است که با گذر ۹ رود از میان آن، بخش‌های مختلفش را به هم پیوند داده است. این شهر از هشت منطقه تشکیل شده که از طریق پل‌های سنگی سنتی به یکدیگر متصل‌اند. در بخش‌های قدیمی‌تر شهر، ساختمان‌ها در امتداد کانال‌ها ساخته شده‌اند و این آبراه‌ها، مسیرهای اصلی ترابری در منطقه به‌شمار می‌روند.

## تاریخچه

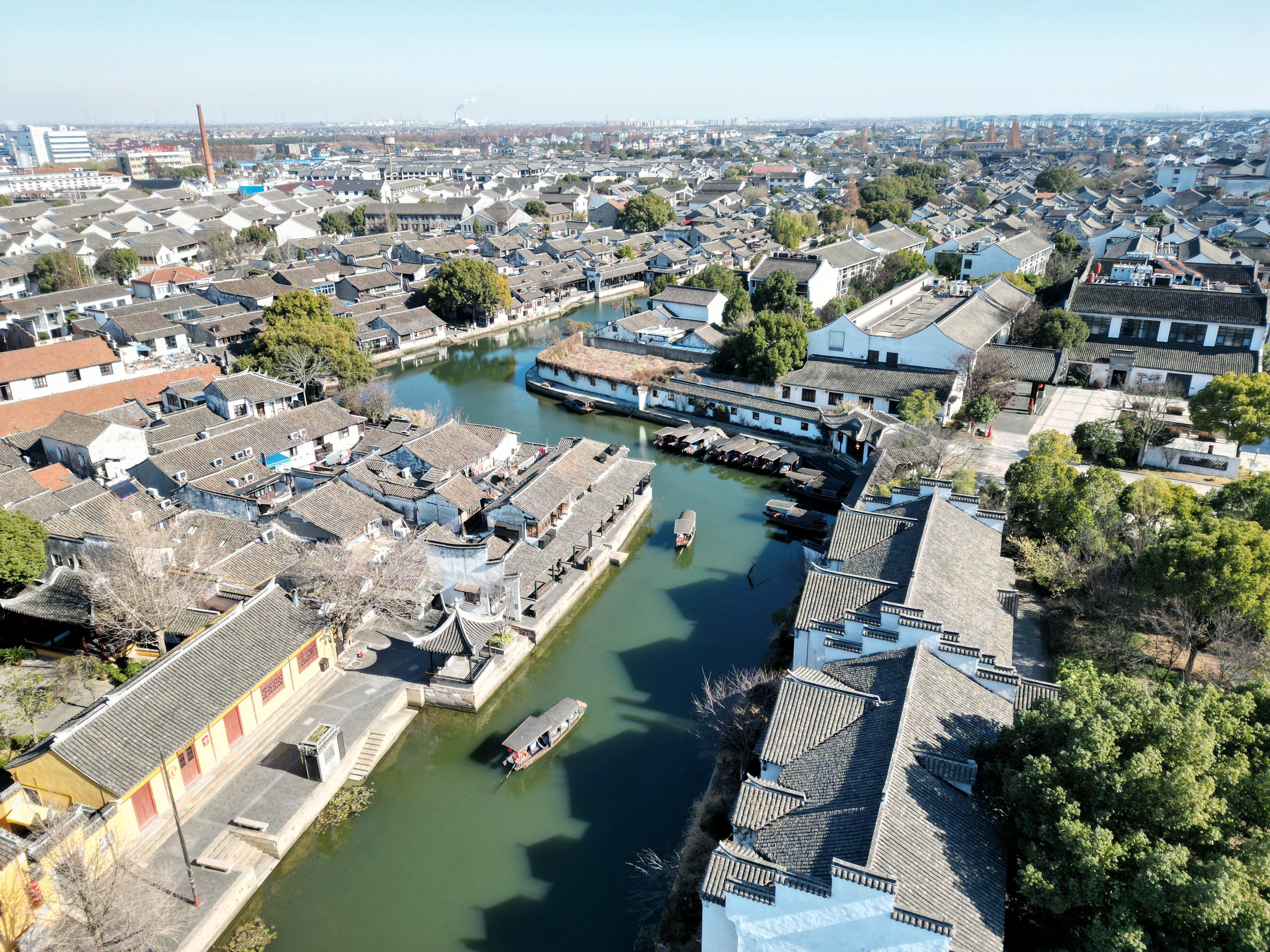
نمای هوایی کانال‌های شیتانگ

قدمت این شهر دست‌کم به دوران دوره بهار و پاییز (۷۷۰ تا ۴۷۶ پیش از میلاد) بازمی‌گردد، زمانی که در مرز بین ایالت یئوه و وو قرار داشت. بنا بر روایات، وو زیشو، دانشمند و فرمانده نظامی برجسته، دستور داد تا برای بهبود حمل‌ونقل آبی و انتقال آب به شهرستان جیاشان، کانال‌های متعددی حفر شود و برکه‌ای نیز ایجاد گردد، از این‌رو شیتانگ به «شو تانگ» نیز معروف شده است.
در سال ۲۰۰۱، این شهر در فرایند گزینش میراث جهانی یونسکو شرکت کرد.
در ۸ اکتبر ۲۰۰۳، اداره ملی میراث فرهنگی چین و وزارت مسکن و توسعه شهری-روستایی، این شهر را به‌عنوان یکی از «شهرهای تاریخی چین» معرفی کردند.
در فوریهٔ ۲۰۱۷، اداره ملی گردشگری چین، شیتانگ را در دستهٔ مناطق گردشگری سطح AAAAA (بالاترین درجهٔ مناطق گردشگری چین) قرار داد.